# Aglaia elaeagnoidea
Aglaia elaeagnoidea es una especie de árbol perteneciente a la familia Meliaceae.  

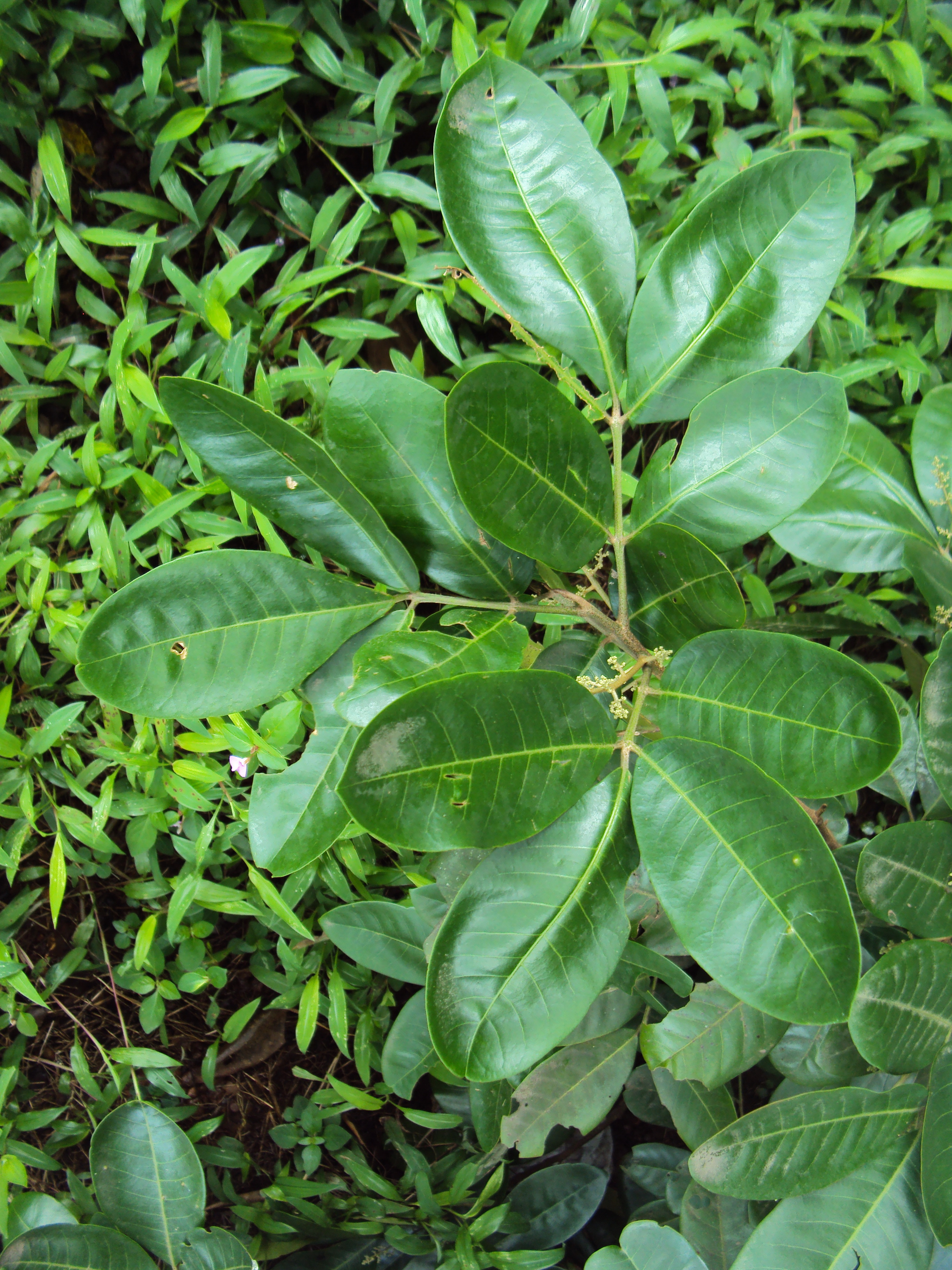
Vista de la planta

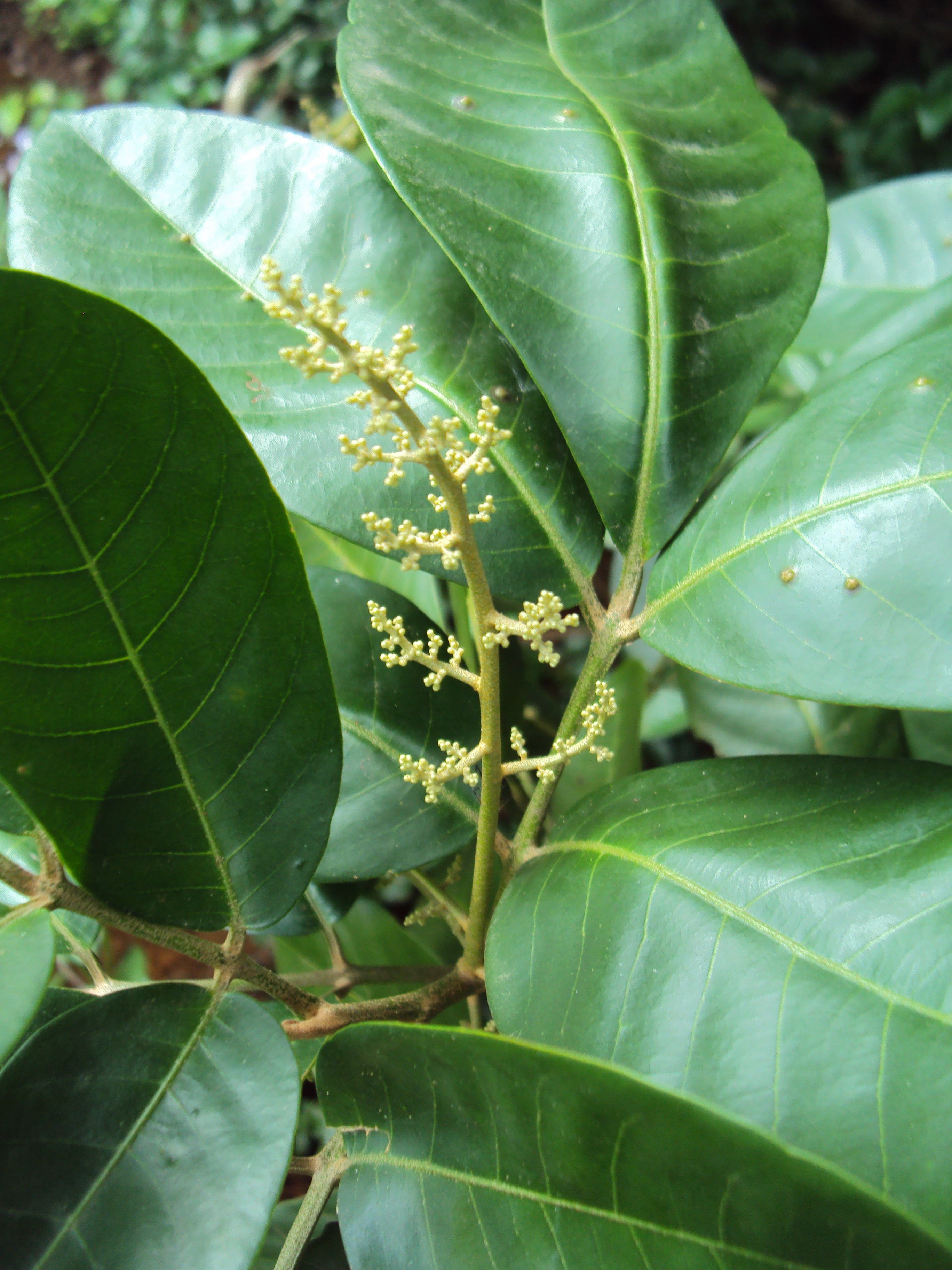
Inflorescencia

## Descripción
Son árboles que alcanzan un tamaño de 1,5-15 m de altura, de 30 cm de diámetro, de hoja perenne. Corteza exfoliante de color blanco o rojizo, delgada, de color verdoso. Las ramas jóvenes, con pecíolos, raquis, e inflorescencias cubiertas de tricomas estrelladas de color óxido. Hojas alternas a subopuestas, de 10-20 cm; pecíolo y raquis 3-10 cm; peciólulos 2-13 mm, láminas de las hojuelas obovadas, elípticas, u oblongo-elípticas, como de papel fino de cuero. Tirsos axilares, que son iguales o ligeramente más cortos que las hojas, laxos, cubiertas de tricomas estrellados. Flores de 2,5 mm de diámetro.  Pétalos 5, oblonga, de 1-1.5 mm, lepidoto amarillento glabras o fuera, ápice redondeado.  Fruta de color, indehiscente, de color marrón amarillento al madurar, subglobosos, elipsoide u obovoide. Semillas 1 (o 2) por fruto. Fl. junio-octubre, fr. julio-diciembre

## Distribución y hábitat
Este árbol se encuentra en Samoa Americana, Australia (Western Australia y Queensland), Camboya, India, Indonesia, Malasia, Nueva Caledonia, Papúa Nueva Guinea, las Filipinas, Samoa, Sri Lanka, Taiwán, Tailandia, Vanuatu, y Vietnam. 

## Taxonomía
Aglaia elaeagnoidea fue descrita por (A.Juss.) Benth. y publicado en Flora Australiensis: a description... 1: 383. 1863.
Sinonimia
- Aglaia abbreviata C.Y.Wu
- Aglaia canariifolia Koord.
- Aglaia cupreolepidota Merr.
- Aglaia formosana (Hayata) Hayata
- Aglaia grata Wall. ex Voigt
- Aglaia hoanensis Pierre
- Aglaia lepidota Miq.
- Aglaia littoralis Talbot
- Aglaia midnaporensis Carey ex Voigt
- Aglaia odoratissima Benth.
- Aglaia pallens (Merr.) Merr.
- Aglaia parvifolia Merr.
- Aglaia poilanei Pellegr.
- Aglaia poulocondorensis Pellegr.
- Aglaia roxburghiana (Wight & Arn.) Miq.
- Aglaia roxburghiana var. beddomei Gamble
- Aglaia roxburghiana var. courtallensis Gamble
- Aglaia roxburghiana var. obtusa C.DC.
- Aglaia spanoghei Blume ex Miq.
- Aglaia talbotii Sundararagh.
- Aglaia wallichii Hiern
- Aglaia wallichii var. brachystachya C.DC.
- Amoora poulocondorensis (Pellegr.) Harms
- Milnea roxburghiana Wight & Arn.
- Nemedra elaeagnoidea A.Juss.
- Sapindus lepidotus Wall.
- Walsura lanceolata Wall.[4]